# Erna Hamburger
Pour les articles homonymes, voir Hamburger (homonymie).
 (octobre 2023).
Erna Hamburger, née le 14 septembre 1911 à Ixelles en Belgique et décédée le 16 mai 1988 à Lausanne en Suisse, est une ingénieure et professeure d'université suisse de l'École polytechnique fédérale de Lausanne (EPFL), première femme nommée professeure ordinaire d'une École polytechnique en Suisse.

## Biographie
Après des études à l'École supérieure des jeunes filles, puis au Gymnase de la Cité, section scientifique de maturité, où elle est la seule jeune fille parmi les garçons, Erna Hamburger entre à l'École d'Ingénieurs de l'Université de Lausanne. En 1933, elle obtient le diplôme d'ingénieur électricien — en tant que première de sa volée —. Puis elle devient l'assistante des professeurs Julliard et Favez au Laboratoire d'électricité industrielle, ensuite du professeur Perrier au Laboratoire de physique de la Faculté des sciences, préparant et obtenant en 1937, sous la direction du professeur Ernest Julliard, un doctorat en sciences techniques intitulé Contribution à l'étude des pertes par courants de Foucault dans les bobines cylindriques à une ou plusieurs couches. Ses capacités professionnelles lui valent d'être engagée à la Section des recherches industrielles de l'Institut de physique technique (AFIF) de l'École polytechnique de Zurich. Elle collabore alors au développement de circuits électroniques de haute et de basse fréquence sous la direction du professeur Fritz Fischer.
Au cours de la Seconde Guerre mondiale, Erna Hamburger est incorporée en tant que volontaire dans le Service complémentaire féminin du Département militaire fédéral et sera promue chef de service des troupes de transmission.

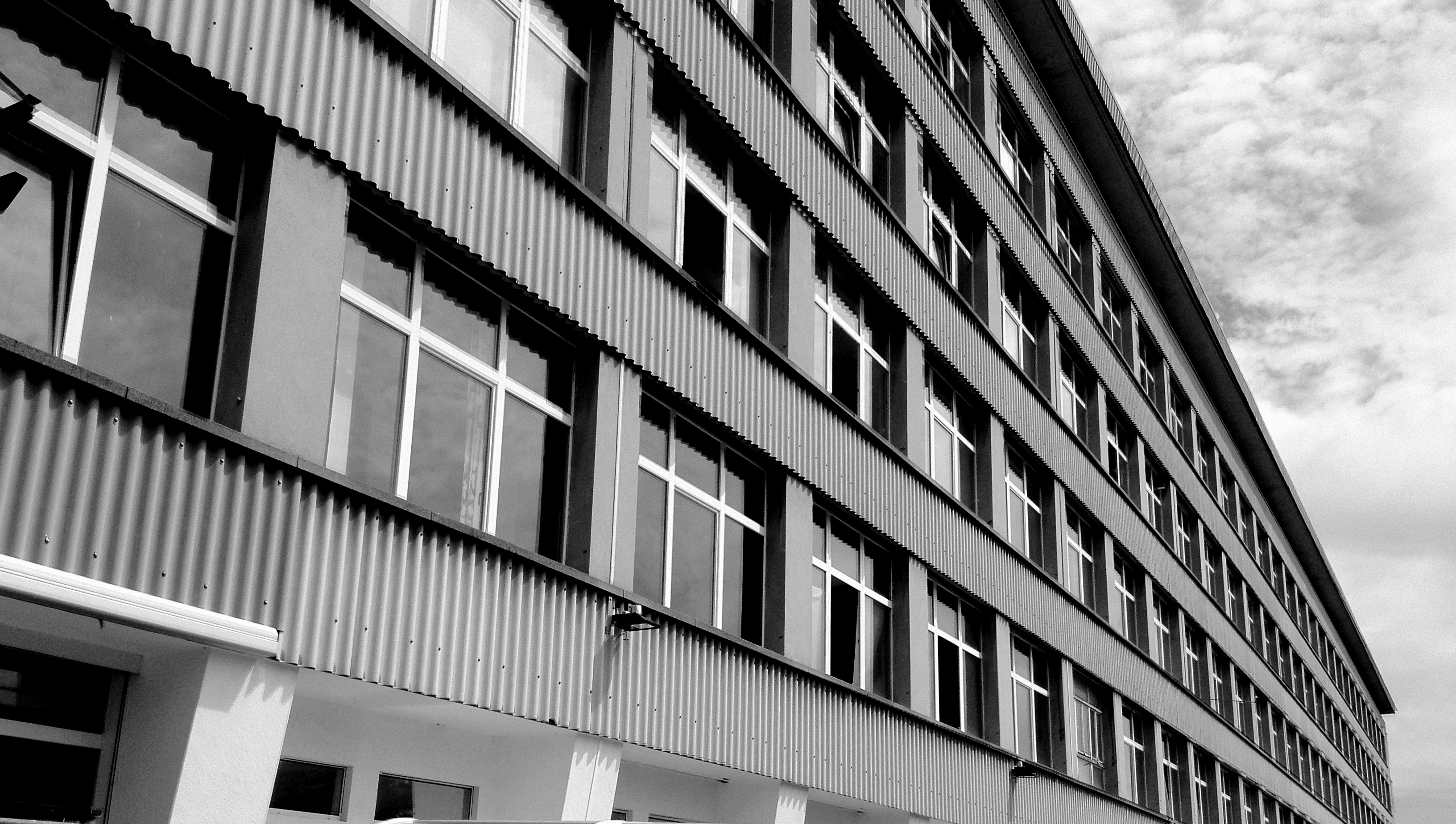
Usine Paillard SA à Ste-Croix

À la suite de ce début de carrière en milieu académique, elle obtient un poste dans l'industrie  (1942) et sera, durant une décennie, active en tant qu'ingénieur en électricité chez Paillard SA à Sainte-Croix où elle collabore à des projets industriels : appareils de mesure, récepteurs-radio, enregistreurs optiques, dispositifs pour télévision. En 1952, elle est appelée à occuper un poste à L'EPUL en tant que chef des travaux au Laboratoire d'électricité de l'École d'ingénieurs et devient en 1957 professeur extraordinaire d'électrométrie et d'électrotechnique ; elle a alors la charge du Laboratoire d'électrométrie et de machines électriques. Par la suite, elle participe à la réalisation du nouvel Institut d'électrotechnique situé aux Cèdres, contribuant - avec cette expertise d'une ingénieur issue de l'industrie - à l'acquisition de machines et d'installations électriques dans le domaine de la radiotechnique et de la haute fréquence, préparant ainsi avec ses collègues la création du Département d'électricité de la future École polytechnique fédérale.
En 1967, ses capacités académiques et pédagogiques lui valent d'être nommée professeur ordinaire au sein de l'EPFL. Une affectation saluée par le professeur Maurice Cosandey, alors président de l'École : « C'est à la fois une brillante consécration et une mesure du retard qui caractérise notre pays en ce qui concerne la promotion de la femme. » Promotion des carrières féminines à laquelle Erna Hamburger s'engage dès le début de sa carrière scientifique et professorale. Telle une valeur de base, elle aura à cœur de s'investir avec discrétion et efficience dans ce qui était encore un idéal, celui de plus d'égalité des chances entre hommes et femmes.
Sa personnalité chaleureuse, sensible et forte, qui privilégiait l'action, savait faire preuve d'un sens aigu du raisonnement scientifique dans son domaine d'investigation, tout en ne perdant jamais de vue l'ensemble. « École d'observation et de rigueur, implacable par le pragmatisme des résultats, cette branche est à la base de toutes les applications de l’électricité tout en étant une elle-même. Sans mesures, pas d'expérimentation, pas de contrôle, pas de sécurité. Pour enseigner cette discipline charnière entre énergie et information, il faut un esprit ouvert à tous les aspects de l'électrotechnique ». Elle savait soumettre la théorie au crible de l'expérience en se confrontant au défi du réel des résultats, des valeurs pratiques qui l'ont portée, au cours de sa carrière, à s'investir particulièrement dans l'électrométrie.
1979 marque pour Erna Hamburger le début d'une retraite active: elle est alors nommée présidente de l'Association des professeurs de l'EPUL et renforce son activité particulièrement dans des travaux de commissions internationales, dont avant tout la Commission électrotechnique internationale (CEI) et l'Organisation internationale de normalisation (ISO), lesquelles se rapportent au domaine des Normes électriques fondamentales ainsi qu'à la terminologie de l'électrotechnique. Ce sont alors particulièrement ses capacités linguistiques qui lui permettent de déjouer les contradictions inhérentes à la traduction de la terminologie ; par exemple, celle « d'un même mot technique que les représentants de divers pays de la CEI croyaient pourtant tous avoir bien compris. ». Son nom reste également attaché à une nouvelle édition du Vocabulaire électronique international (VEI) dont elle a été « comme présidente de la Commission d'études CEI, une des chevilles ouvrières. ». Elle s'investit également dans la formation des étudiants, ayant à cœur de transmettre ses valeurs d'alliance entre l'humain, la technique et l'environnement et s'aventure avec succès dans différentes associations professionnelles et sportives, parfois en tant que présidente.
Avec beaucoup de compassion, d'empathie et de générosité, elle a apporté maintes fois dans sa vie son soutien à l'accession et à la promotion professionnelle de personnes d'âges différents, engageant ses compétences au service de leur autonomie et de leur réalisation ; parmi elles, des jeunes filles et des jeunes gens en difficulté matérielle, en détresse morale, des étudiants, des collègues, mais aussi des exilés. L'efficacité et la discrétion étaient là aussi ses meilleurs alliés.
Erna Hambuger a vécu l'essentiel de sa vie en Suisse dans une demeure appelée « Le Noyer » et qui était autrefois celle de ses parents, une maison située au chemin du Levant à Lausanne dans laquelle elle accueillait ses nombreux amis des cinq continents.

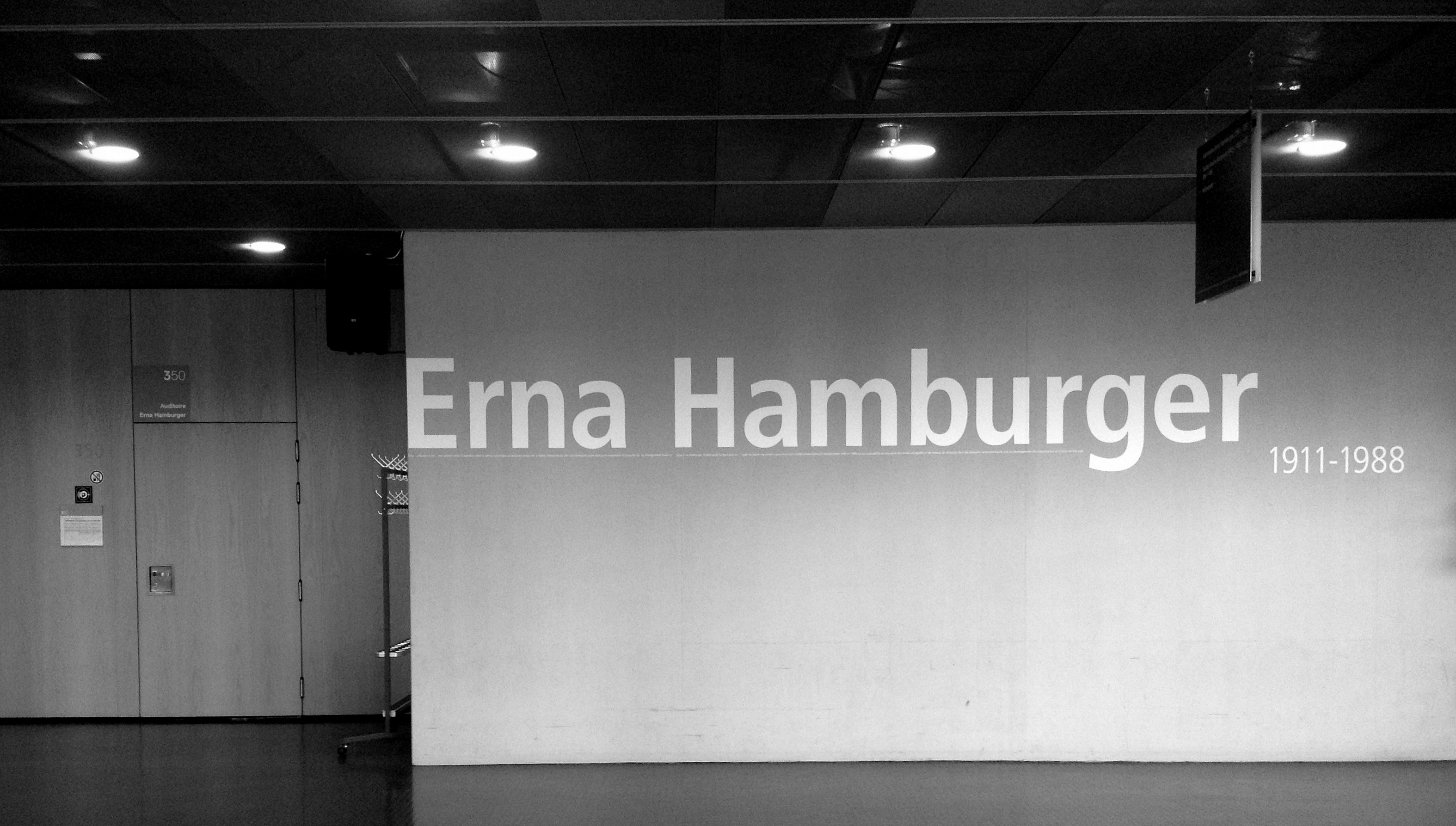
Entrée de l'auditoire Erna Hamburger avec mur d'honneur, Unil, Lausanne

L'Université de Lausanne (UNIL) lui a rendu honneur en 2003 en attribuant, à la suite d'une votation interne, le nom d'Erna Hamburger à son plus grand auditoire, espace polyvalent d'une capacité de 1000 personnes et qui peut être partagé en deux salles autonomes, respectivement de 600 et 400 places.

## Promotion des femmes
Tout en sachant tenir compte du relativisme culturel de son époque, Erna Hamburger souhaitait que les femmes puissent progressivement accéder partout dans le monde à des études supérieures et à des choix professionnels équivalents à ceux des hommes, sans discrimination de genre  à compétence égale. Pendant de nombreuses années, elle a œuvré dans ce sens pour différents mouvements de femmes. C'est ainsi qu'elle a présidé l'Association vaudoise des femmes diplômées des universités, elle-même affiliée à la Fédération internationale des femmes diplômées des universités (FIFDU / IFUW) et l'Association suisse des femmes de carrières libérales et commerciales et en premier lieu le Club de Lausanne de cette association, affiliés à la Fédération internationale de femmes professionnelles et d’affaires (BWP), mouvements de femmes qui portent l'empreinte du féminisme libéral. Il reste à souligner l'aspect éclairé, modéré et aisé de ses aspirations féministes, issues en partie de la résonance et de l'appel qu'éveillait en elle la Déclaration universelle des droits humains dont elle était contemporaine.

## Fondation
La Fondation Erna Hamburger apporte une aide matérielle, directe ou indirecte à des femmes universitaires ou sorties d'une autre formation supérieure de niveau analogue, faisant des études postgrades dans le canton de Vaud. Elle a été fondée en 1989 et est actuellement présidée par la Professeure Solange Ghernaouti.

## Prix
La Fondation EPFL-WISH (Women in Science and Humanities Foundation), constituée sur l'initiative des femmes-professeurs de l'EPFL, a pour but de favoriser la recherche et la promotion des femmes de l'École polytechnique fédérale de Lausanne (EPFL). Parmi d'autres actions, la Fondation décerne chaque année le Prix Erna Hamburger couronnant une carrière féminine exemplaire dans les sciences.

### Lauréates
- 2006 : Julia Higgins, chimiste et physicienne britannique spécialiste de science des polymères
- 2007 : Christiane Nüsslein-Volhard, généticienne spécialiste du développement
- 2008 : Frances Allen, informaticienne américaine
- 2009 : Kazuyo Sejima, architecte qui a entre autres conçu le Musée d’art contemporain de Kanazawa, le nouveau Musée d’art contemporain de New York et le Rolex Learning Center de l’EPFL.
- 2010 : Lisa Randall, physicienne des particules et une cosmologiste américaine
- 2011 : Ada Yonath, biologiste moléculaire israélienne
- 2012 : Felicitas Pauss, professeure en physique des particules à l'ETHZ
- 2013 : Julia King, ingénieure et membre britannique de la Chambre des lords, présidente de Carbon Trust qui vise  à réduire leurs émissions de carbone et à utiliser plus efficacement les ressources
- 2014 : Esther Duflo, économiste française, professeure au MIT
- 2015 : Jill Farrant, professeure de biologie moléculaire et biologie cellulaire à l'Université du Cap, en Afrique du Sud
- 2016 : May-Britt Moser, neuroscientifique norvégienne
- 2017 : Mary O'Kane, scientifique australienne
- 2018 : Jennifer Widom, doyenne de la Stanford School of Engineering et pionnière des MOOCs[31]
- 2019 : Antje Boetius, biologiste marine allemande
- 2020 : Michal Lipson, physicienne américaine
- 2021 : Sarah Gilbert, vacinologue britannique
- 2022 : Anne Lacaton, architecte française
- 2023 : Michelle Simmons, physicienne quantique australienne